# Botezul adulților

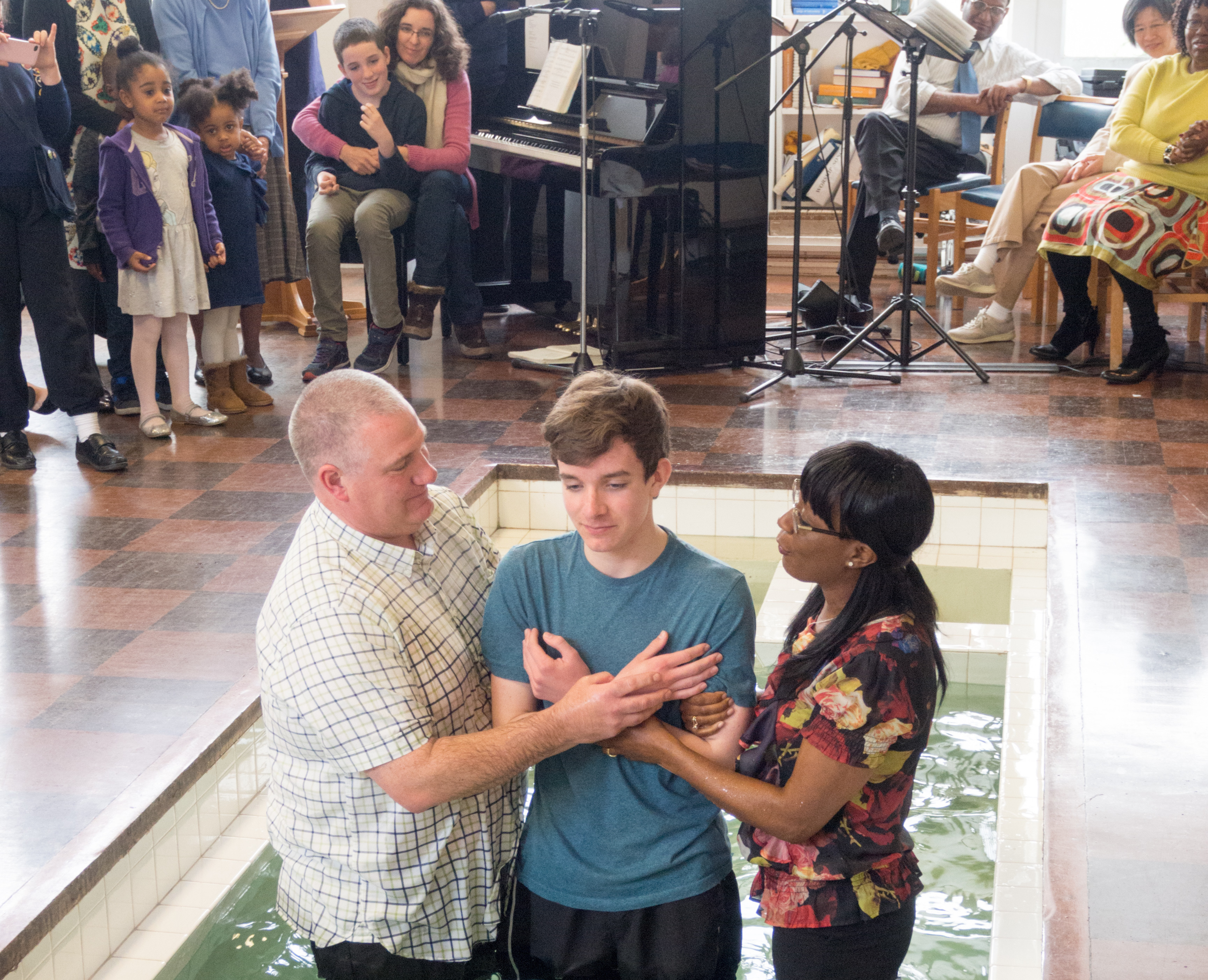
Botezul unui credincios baptist la Londra

Botezul adulților (numit și botez nou-testamental sau credobaptism, de la cuvântul latinesc ’’credo’’, care înseamnă „cred”) este ritualul creștin al botezului aplicat adulților și copiilor care au făcut o declarație a credinței lor personale în Isus Cristos ca mântuitor, prin contrast cu pedobaptismul, de la grecescul „pais/paidos”, însemnând copil, prin care sunt botezați copiii cât mai aproape de naștere.

## Practică
Botezul adulților este administrat numai persoanelor care au trecut de vârsta responsabilității, îndeobște considerată a se afla între 8 și 12 ani, deși diferențe în practica denominațională (și în dezvoltarea psihică a copiilor) pot stabili o vârstă mai mică sau mai mare. Multe persoane cu dificultăți mentale nu ajung însă niciodată la această vârstă. Uneori pastorul sau comitetul bisericii evaluează capacitatea de înțelegere și convingerea credinciosului prin interviuri personale. În Biserica Menonită, cei care doresc să fie botezați de obicei se află la mijlocul adolescenței sau sunt mai în vârstă; în alte denominațiuni, botezații pot fi mai tineri. În zonele în care cei care practică botezul adulților formează majoritatea fizică sau culturală, ritualul poate funcționa ca un rit de trecere, prin care copilul primește statutul de adult.
Candidații la botez urmează, în general, un program de cateheză, înțelegerea și acordul intelectual fiind condiții importante ale botezului.
Multe denominații care practică botezul adulților specifică și modalitatea de botez, preferând în general imersiunea (prin care botezatul este scufundat complet sub suprafața apei) în locul afuziunii (prin care botezatul este stropit cu apă sau i se toarnă apă de deasupra).
În unele denominații, botezul la vârstă adultă este o precondiție pentru membralitate deplină. Așa se întâmplă în cazul celor mai multe biserici cu guvernământ congregațional.
Persoanele care doresc să devină parte a bisericii trebuie să treacă prin botezul la vârstă adultă în acea biserică locală sau în alta al cărei botez este considerat valid de biserica locală. În mod tipic, bisericile locale validează botezul unei alte biserici dacă tradiția aceleia este similară în credință și practică ori, dacă nu, în cazul în care persoana a fost botezată (iarăși, în general prin scufundare) ulterior convertirii.

## Comparație cu tradiția liturgică
Botezul adulților constă în botezul propriu zis, urmat de miruire și de primirea euharistiei.
Bisericile vechi (Biserica Greacă și Biserica Latină) consideră botezul (copiilor) drept un ritual de inițiere, ceea ce este și botezul adulților. Botezul copiilor diferă de botezul adulților prin faptul că botezatul nu poate face personal o mărturisire de credință, acest act fiind făcut de naș în numele copilului. Tradiția liturgică latină a insistat pe necesitatea mărturisirii personale de credință, amânată pentru momentul de dinaintea miruirii (confirmării), în care cel deja botezat, având vârsta și posibilitatea discernământului, își asumă public responsabilitățile asumate la botez prin intermediul nașilor, și face mărturisirea de credință prin declarație proprie (de obicei în cuvintele Crezului apostolic).

## Teologie: argumente și contraargumente
Botezul adulților este considerat uneori ca neavând un efect salvific, fiind însă o exprimare publică a credinței, reprezentând simbolic experiența conștientă de convertire a botezatului. Credobaptiștii spun că harul mântuitor și membralitatea într-o biserică sunt daruri ale lui Dumnezeu numai prin credința recipientului și nu pot fi oferite sau transferate de la un credincios la o altă persoană (cum ar fi de la părinte la copil) prin sacramente precum botezul sau prin rugăciune. Ei susțin, de asemenea, că indivizii nu sunt socotiți etern responsabili înaintea lui Dumnezeu pentru păcatele lor până nu ating o vârstă a responsabilității morale și raționale.
Un argument teologic standard împotriva botezului numai la vârstă adultă este că face eficacitatea sacramentului dependentă de înțelegerea botezatului, adică de ceea ce botezatul cunoaște. Aceasta ar veni în contradicție cu libertatea lui Dumnezeu de a putea mântui pe cine dorește.
O altă obiecție spune că s-ar contrazice învățătura potrivit căreia credința și rugăciunile unei persoane pot beneficia altcuiva, mai ales în cazurile în care candidatul la botez nu are capacitatea intelectuală de a înțelege și a-și da asentimentul unui crez, așa cum sunt copiii și adulții cu dificultăți mentale.
Încă un contraargument susține că familiile cu copii mici dintr-o congregație ar fi cuprinse din creștini și necreștini, ceea ce nu reflectă credința și experiența reală a acelor familii sau a congregației. Chiar în cercuri teologice în care răspunsul la chemarea lui Dumnezeu e considerat necesar pentru convertire (prin credință, pocăință și rugăciune), botezul adulților e uneori clasificat ca o faptă bună și nu ca un răspuns al credinței.

## Denominațiuni practicante
Botezul adulților este una dintre doctrinele specifice tradițiilor baptistă și anabaptistă, cât și a celorlalte culte înrudite teologic, printre acestea aflându-se și bisericile restoraționiste. Multe biserici asociate cu penticostalismul practică și ele botezul adulților, deși unele oferă și botezul copiilor.
În Bisericile Sfințeniei și în multe biserici baptiste, ritualul cunoscut ca dedicarea sau binecuvântarea copiilor suplimentează sau înlocuiește botezul copiilor. Totuși, spre deosebire de botez, acest ritual se centrează pe părinți, ei fiind cei care își închină copilul lui Dumnezeu și promit să îl crească într-un cămin temător de Dumnezeu. Deși dedicarea are loc la aceeași vârstă ca și botezul copiilor, nu este considerată ca înlocuitoare acestuia și nici salvifică.
Botezul adulților este prevalent în tradițiile creștine care susțin că există o etapă a inocenței de la naștere până la vârsta responsabilității. Credobaptismul e mai puțin prevalent în tradițiile care susțin că păcatul originar e prezent de la naștere și constituie o vină suficientă în ochii lui Dumnezeu pentru ca acel copil să fie condamnat dacă moare înainte de botez. Există și tradiții, ca acea reformată în cea mai mare parte a ei, care deși susțin botezul copiilor, afirmă că Dumnezeu îi destinează cerului pe copiii care mor înainte de a putea fi botezați sau de a putea decide pentru ei înșiși botezul.